# Valea Salciei-Cătun
Valea Salciei-Cătun – wieś w Rumunii, w okręgu Buzău, w gminie Valea Salciei. W 2011 roku liczyła 96 mieszkańców.